# غرفة الولادة
غرفة الولادة أو مقصورة الولادة هي غرفة الولادة في مستشفى التوليد أو في جناح الولادة في المستشفى حيث تلد النساء الحوامل أطفالهن بدعم من القابلات وأطباء التوليد.

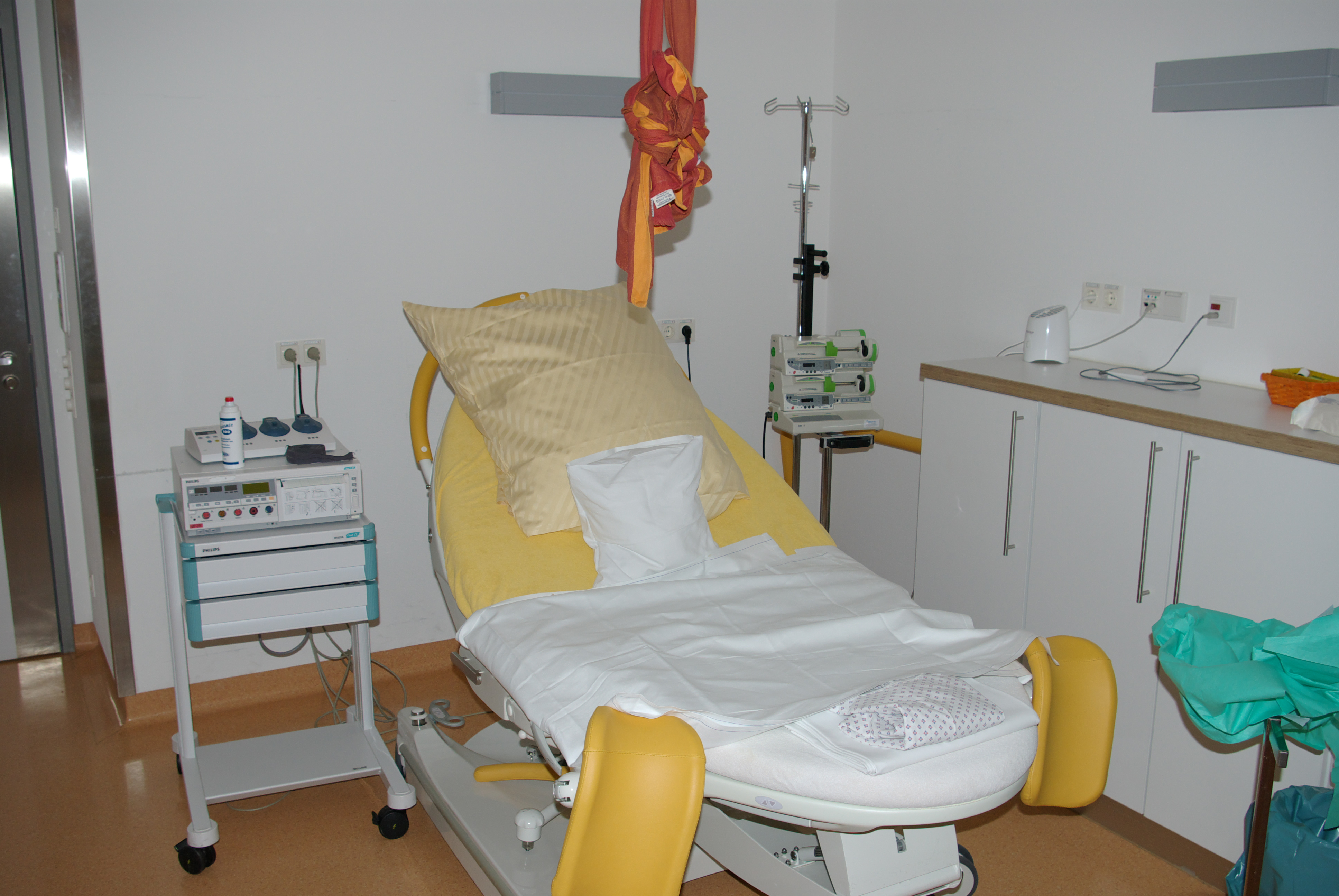
سرير ولادة